# Palazzo Barbera
Palazzo Barbera (o Casa Barbera) è un importante edificio che affaccia sul Lungomare di Reggio Calabria.
Sorge sull'area dell'antico lotto dell'isolato 169 del piano regolatore ed è precisamente il primo fabbricato, ad angolo tra il corso Vittorio Emanuele III e l'attuale largo Cristoforo Colombo, che si affaccia su viale Genoese Zerbi.
Il progetto, redatto nel 1924 dall'ingegner Antonio Marino, fu rivisto e presentato alla commissione edilizia per le modifiche relative ai confini, alla distribuzione interna e alla nuova determinazione dei prospetti, nel gennaio del 1926 dall'ingegner Domenico Corigliano.

## Architettura
Inizialmente a due piani fuori terra oltre lo scantinato, poi sopraelevato negli anni sessanta, l'edificio fu destinato a negozi al pian terreno e a civili abitazioni ai piani superiori. Si presenta con una soluzione d'angolo a curva e nei suoi prospetti con un'architettura imponente.
Il fronte che si affaccia sul lungomare mette in risalto il corpo di fabbrica centrale, al centro di due coppie di colonne con alto basamento dallo stile ionico usato nel XVI secolo appaiono al piano superiore tre aperture con arco semicircolare con chiave di volta allungata circondata da un bugnato in muratura rustica con giunzioni smussate.
Al primo piano in corrispondenza delle tre aperture inferiori: tre balconi con balaustra in cemento, l'apertura ad arco piatto e le mensole che sorreggono la cornice ed il frontone, segue per tutto il prospetto un fregio con scanalature ed infine il parapetto ornato con cartelle.
Gli altri due tratti del prospetto si distinguono, il primo per la definizione dell'ingresso con il portone al piano terra e di una finestra al piano superiore, l'altro come già detto, per la sua definizione d'angolo curva che ripete come prima, ai due livelli, il ritmo delle aperture ad eccezione della balaustra che collega i tre balconi che si affacciano su viale Genoese Zerbi.